# 남아프리카 공화국의 주

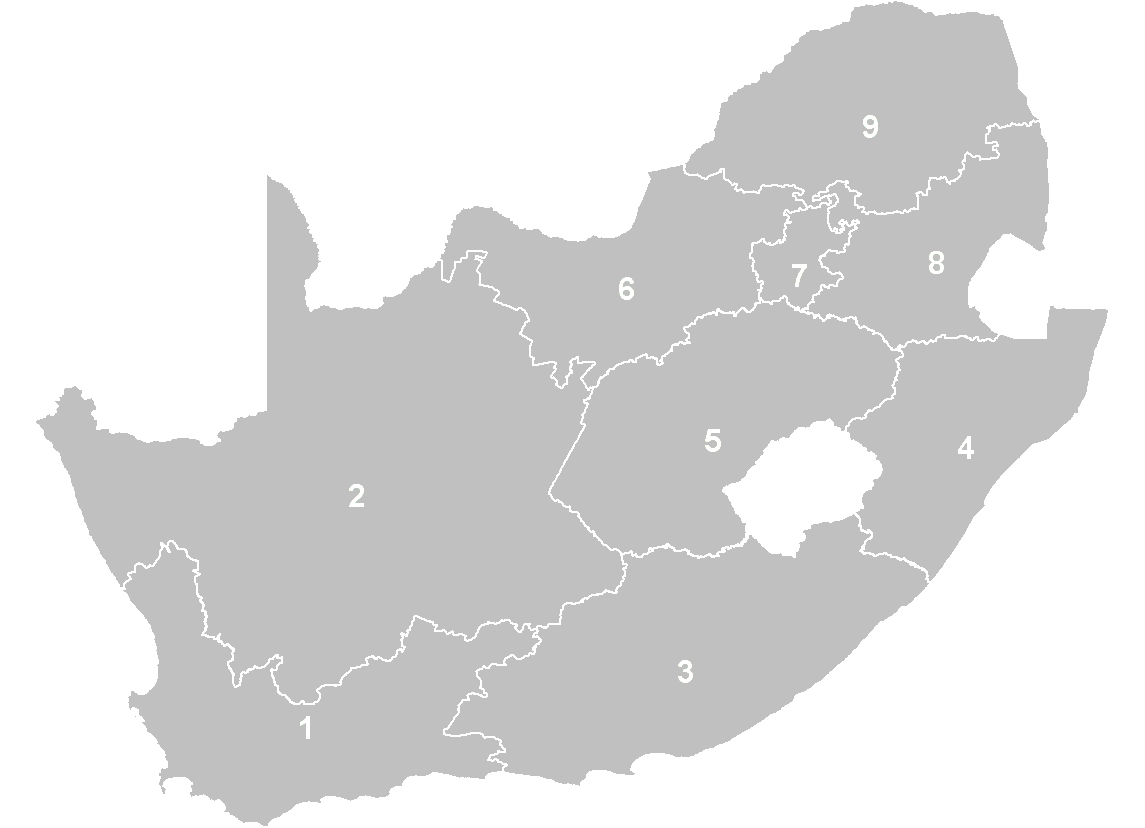
남아프리카 공화국의 주

남아프리카 공화국은 9개 주로 구성되어 있다.
| 번호 | 주             | 주 (영문명)   | 주도           |
| ---- | -------------- | ------------- | -------------- |
| 1    | 웨스턴케이프주 | Western Cape  | 케이프타운     |
| 2    | 노던케이프주   | Northern Cape | 킴벌리         |
| 3    | 이스턴케이프주 | Eastern Cape  | 비쇼           |
| 4    | 콰줄루나탈주   | KwaZulu-Natal | 피터마리츠버그 |
| 5    | 프리스테이트주 | Free State    | 블룸폰테인     |
| 6    | 노스웨스트주   | North West    | 마피켕         |
| 7    | 하우텡주       | Gauteng       | 요하네스버그   |
| 8    | 음푸말랑가주   | Mpumalanga    | 넬스프루이트   |
| 9    | 림포포주       | Limpopo       | 폴로콰네       |

## 기본 정보
| 주             | 주도            | 광역권         | 면적 (km2) | 인구(2007) | 인구 밀도 (/km2) | 전체 | "A" | "C" | "B" |
| -------------- | --------------- | -------------- | ---------- | ---------- | ---------------- | ---- | --- | --- | --- |
| 이스턴케이프주 | 비쇼            | 포트엘리자베스 | 169,580    | 6,527,747  | 38.5             | 7    | 1   | 6   | 38  |
| 프리스테이트주 | 블룸폰테인      | 블룸폰테인     | 129,480    | 2,773,059  | 21.4             | 5    | -   | 5   | 20  |
| 하우텡주       | 요하네스버그    | 요하네스버그   | 17,010     | 10,451,713 | 614.4            | 6    | 3   | 3   | 9   |
| 콰줄루나탈주   | 피터마리츠버그² | 더반           | 92,100     | 10,259,230 | 111.4            | 11   | 1   | 10  | 50  |
| 림포포주       | 폴로콰네        | 폴로콰네       | 123,910    | 5,238,286  | 42.3             | 5    | -   | 5   | 25  |
| 음푸말랑가주   | 넬스프루이트    | 넬스프루이트   | 79,490     | 3,643,435  | 45.8             | 3    | -   | 3   | 18  |
| 노스웨스트주   | 마피켕          | 루스텐버그     | 116,320    | 3,271,948  | 28.1             | 4    | -   | 4   | 20  |
| 노던케이프주   | 킴벌리          | 킴벌리         | 361,830    | 1,058,060  | 2.9              | 5    | -   | 5   | 27  |
| 웨스턴케이프주 | 케이프타운      | 케이프타운     | 129,370    | 5,278,585  | 40.8             | 6    | 1   | 5   | 24  |

## 역사

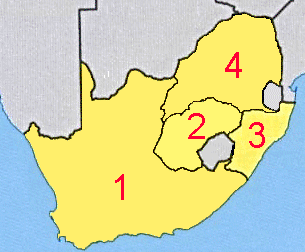
1910년부터 1994년까지의 남아프리카 공화국의 주 (지도 번호는 왼쪽 표의 번호)

남아프리카 연방은 1910년에 케이프 식민지, 나탈 식민지, 트란스발 식민지, 오렌지강 식민지를 통합하면서 형성되었다. 이들 식민지는 각각 케이프주, 나탈주, 트란스발주, 오렌지 자유국주로 개편되었다.
1913년에 남아프리카 연방에서 원주민 토지법이 제정되면서 흑인들의 토지 소유권이 크게 제한되었고 1948년에는 백인을 중심으로 한 남아프리카 연방 정부가 아파르트헤이트라고 부르는 인종 분리 정책을 시행하면서 흑인, 아시아계를 비롯한 유색 인종의 권리와 자유가 엄격히 제한되었다. 1940년대 말에는 남아프리카 연방에 형성된 흑인들의 거주 구역이 홈랜드를 형성했는데 이는 남아프리카 공화국에 형성된 흑인들을 위한 명목상의 독립 국가인 반투스탄의 전신이 된다. 남아프리카 공화국 정부는 1976년에 트란스케이를 명목상의 독립 국가로 승인했고 1977년에는 보푸사츠와나, 1979년에는 벤다, 1981년에는 시스케이를 명목상의 독립 국가로 각각 승인했다.
1994년 4월 27일에 유색 인종이 처음으로 참여한 남아프리카 공화국 총선거를 계기로 아파르트헤이트 정책이 폐지되면서 남아프리카 공화국 정부는 임시 헌법을 제정하고 남아프리카 공화국을 형성하던 4개 주와 반투스탄을 폐지시켰다. 이에 따라 남아프리카 공화국에는 9개 주가 새로 형성되었다.

### 남아프리카 공화국의 주
| 번호 | 주              | 주도           |
| ---- | --------------- | -------------- |
| 1    | 케이프주        | 케이프타운     |
| 2    | 오렌지 자유국주 | 블룸폰테인     |
| 3    | 나탈주          | 피터마리츠버그 |
| 4    | 트란스발주      | 프리토리아     |

### 반투스탄
- 트란스케이
- 보푸사츠와나
- 벤다
- 시스케이
- 가잔클루
- 카은과네
- 콰은데벨레
- 콰줄루
- 레보와
- 콰콰

## 같이 보기
- 프린스에드워드 제도
- 월비스베이